# Karim Handawy
Karim Handawy (nascido em 11 de maio de 1988) é um handebolista egípcio que integrou a seleção egípcia nos Jogos Olímpicos de Verão de 2016 no Rio de Janeiro, onde a equipe ficou em nono lugar. Atua como goleiro e joga pelo clube Zamalek SC.